# Пуэрта-де-Триана
Пуэрта-де-Триана (исп. Puerta de Triana) — общее название для альмохадских и христианских ворот, располагавшихся в одном месте в стенах Севильи (Андалусия).
Альмохадские ворота были снесены в 1588 году для строительства Пуэрта-де-Триана. Они находились на пересечении улиц Гравина, Рейес-Католикос и Сарагоса. Это были единственные ворота в Севилье, которые имели три арки, откуда и пошло их название. Более того, севильский район Триана получил своё название по этим воротам, которые располагались на естественным сообщении с указанным районом через мост Пуэнте-де-Баркас.

## Описание

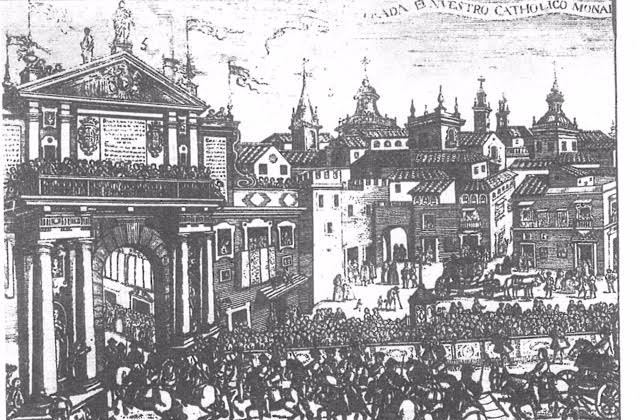
Пуэрта-де-Триана во время торжественного въезда в город монарха.

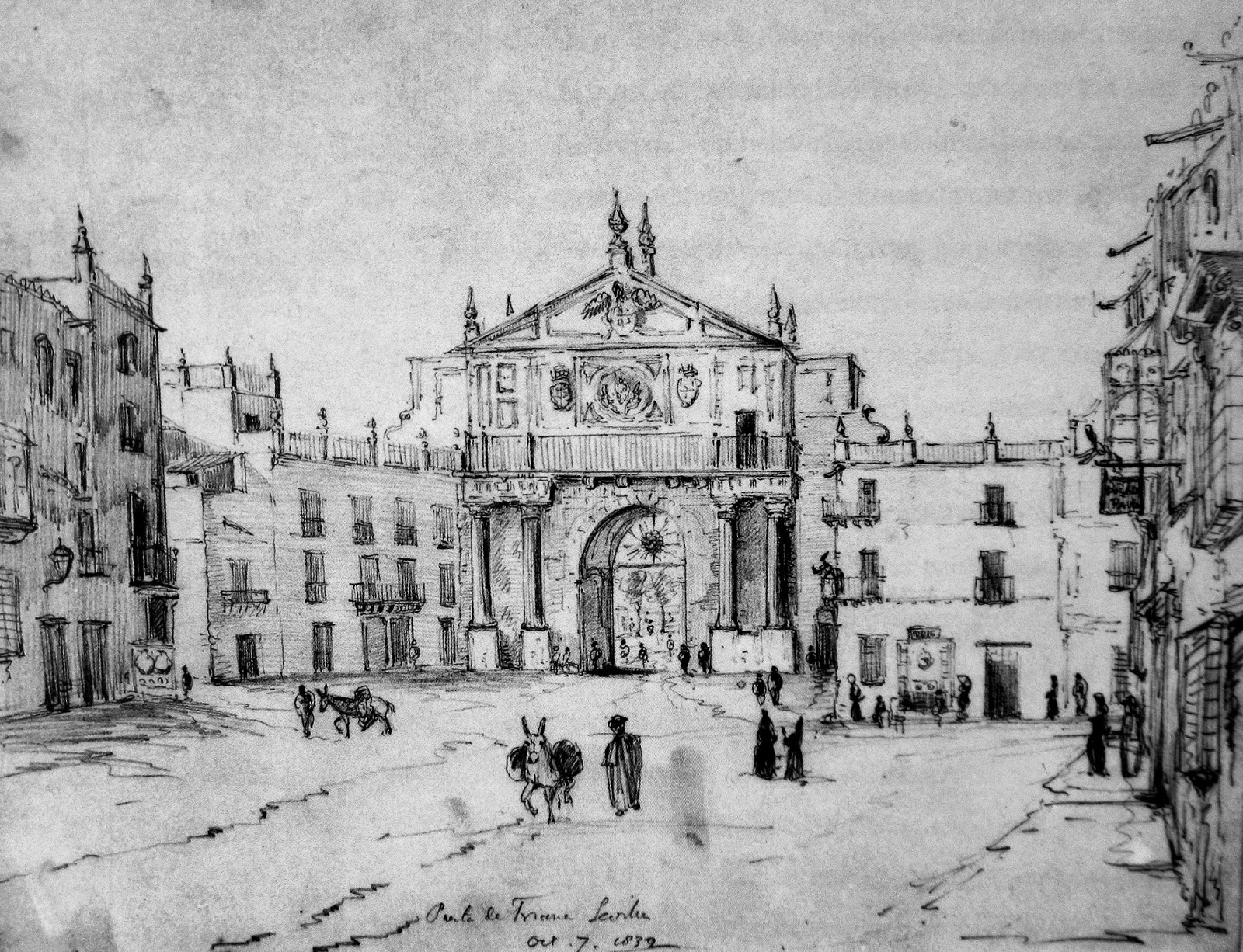
Рисунок Пуэрты-де-Трианы британского испаниста Ричарда Форда.

Пуэрта-де-Триана были выполнены в дорическом стиле. Несмотря на то, что в документах не сохранилось имя их архитектора, многие учёные приписывают их авторство Хуану де Эррере, спроектировавшего среди прочего здание Архива Индий.
Ворота состояли из одного корпуса и обладали двумя высокими и элегантными фасадами, считаясь самыми художественными городскими воротами Севильи. В центре виднелась большая полукруглая арка, а по обеим ее сторонам соответствующие пары колонн с рифлеными стволами, на которых покоился большой карниз. Вершина этой конструкции состояла из треугольного аттика, украшенного статуями и шестью небольшими пирамидами. 
В пространстве между двумя фасадами существовала большая комната, известная как Эль Кастильо. Она использовалась как тюрьма для заключённых из числа знати, выполняя ту же роль, что играла Торре-дель-Оро в конце Средневековья.

## Снос
Причиной сноса этих ворот стало строительство станции Кордова, работы на мосту Изабеллы II и в районе Эль-Ареналь, что практически привело к приказу об их разрушении. Город рос, и старые стены с воротами мешали этому. Путешествие королевы Изабеллы II в Севилью в 1868 году стало причиной, окончательно побудившей революционное правительство, пришедшее к власти в том же году, снести Пуэрта-де-Триана. 
Местные интеллектуалы протестовали против подобных планов, но революционеры были настроены решительно, желая уничтожить в Севилье все следы монархии, а ворота были одним из ярких её символов. 21 сентября 1868 года наконец был подписан приказ о сносе Пуэрта-де-Триана, и менее чем за 40 дней он был исполнен

## Руины
Руины разрушенных ворот были фактически разделены на две части. Так некоторые из них стали основным материалом при строительстве дома № 24 на улице Сан-Элой в Севилье, принадлежащего подрядчику, осуществлявшему снос. Другая часть была продана компании Aguas de Jerez, которая их частично использовала при создании зоопарка в городе Херес-де-ла-Фронтера. Ныне некоторые эти камни представлены в этом зоопарке как экспонаты.